# Karl von Terzaghi
Karl von Terzaghi (Karl Anton Terzaghi Edler von Pontenuovo, også kendt som Karl Terzaghi eller Charles Terzaghi) (født 2. oktober 1883, død 25. oktober 1963) var en østrigsk civilingeniør og ingeniørgeolog som i mellemkrigsårene under ansættelser i såvel Tyrkiet, Østrig og USA gjorde en række banebrydende opdagelser inden for jordmekanik og geoteknik, som gav ham tilnavnet ’geoteknikkens far’.
Kort efter 1. Verdenskrig klarlagde han ved Robert College i Istanbul mekanismerne bag jords konsolidering eller sammentrykning, og begyndte sideløbende hermed at afdække de fysiske forhold som styrer fordelingen af spændinger i jord, herunder indførelsen af begrebet effektiv spænding, som han i 1925 præsenterede i en banebrydende lærebog. Som professor ved Harvard universitetet i USA udviklede han omkring 1940 en bæreevneformel for jord, som i dag bruges verden over.
Han var gennem en lang årrække en meget benyttet geoteknisk konsulent ved en række store, betydende anlægsarbejder verden over, specielt amerikanske dæmnings- og industribyggerier, men fx også Volga-Don-kanalen i den daværende Sovjetunion og Aswan-dæmningen i Egypten. Han var flere steder med til at opbygge jordmekaniske og geotekniske laboratorier med nyudviklede forsøgstyper, som var stærkt medvirkende til at få indført en forbedret praksis inden for dimensionering af fundamenter.
Terzaghi var en meget benyttet underviser, som næsten til sin død arbejdede ihærdigt med at udbrede kendskabet til den nyerhvervede viden, og efter hans død er der stadig gjort betydelige opdagelser langs de forskningsmæssige retningslinjer, han udstak.

## Tidlige karriere
Som den førstefødte i ægteskabet mellem oberstløjtnant Anton von Terzaghi og Amalia Eberle tilhørte Karl von Terzaghi en østrigsk officersfamilie. Efter faderens pensionering fra hæren flyttede familien til Graz i Østrig, idet Terzaghi fra tiårsalderen begyndte at gå på forskellige militære skoler rundt om i det østrig-ungarske rige, hvor han udviklede interesse for astronomi, geografi, geometri og matematik. I 1900 begyndte han at studere mekanik på den tekniske højskole i Graz, hvorfra han dimitterede som diplomingeniør i 1904.
Han vendte sig nu mod byggeteknik, fundering og geologi, bl.a under en ansættelse i Philipp Forchheimers grundvandsfirma, og under sin efterfølgende etårige militærtjeneste lavede han en udvidet oversættelse til tysk af en populær engelsk geologisk feltguide. Kort efter publicerede han sin første akademiske artikel, om geologiske terrasser i den østrigske Steiermark-provins. Efter militærtiden fortsatte han med at studere geologi og vej- og jernbanebyggeri, og fik så 1906 job i ingeniørfirmaet Adoph von Pittel i Wien, som havde specialiseret sig i de dengang nymodens hydroelektriske kraftværker. Hér arbejde han med jernbetonkonstruktioner, fundering, geologi og byggeledelse, bl.a for et ambitiøst og udfordrende dæmningsprojekt i Kroatien, som han lykkedes med. Nye udfordringer mødte ham på et projekt i St. Petersborg, som imidlertid i 1911 udmøntede sig i en PhD-afhandling om udformning og konstruktion af cylinderformede tanke. Således med vind i sejlene rejste han i 1912-13 til USA og beså en række dæmningsprojekter, hvor han indsamlede erfaringer. Han gjorde herefter i Første Verdenskrig tjeneste som premierløjtnant ved ingeniørtropperne i Serbien.

## Istanbul
I 1916 blev Terzaghi på Forchheimers anbefaling udnævnt til professor ved det tekniske universitet i Konstantinopel (i dag Istanbul), og resten af sit liv arbejdede han nu med ingeniørgeologi, jordmekanik og geoteknik. Med simpelt udstyr indrettede han på det tekniske universitet et jordmekanisk laboratorium, hvor han bl.a gav sig til at undersøge jordtryk på støttemure, hvilket i 1919 resulterede i en afhandling, som året efter blev oversat til engelsk. Ved krigens slutning mistede han sit job, men flyttede i stedet sine aktiviteter til Robert College i Istanbul, hvor han også opbyggede et laboratorium, bl.a vha ting og sager indsamlet på skolens losseplads. På denne tid var Terzaghi især optaget af to problemer, dels erosion (eng.: piping) under dæmninger på permeabel bund, dels sammentrykning (konsolidering) af lerlag under konstant belastning.
Det var af og til sket, at nybyggede dæmninger på sandede, permeable aflejringer kort tid efter deres opførelse var blevet ødelagt. Den store trykforskel mellem en dæmnings for- og bagside fører til et kraftigt vandtryk i lagene under dæmningen, og hvis disse er tilpas permeable, kan vandet bortskylle materiale og dermed erodere kanaler under dæmningen, hvilket kan destabilisere den i en grad, så den kollapser. Vha cylinderformede sandprøver undersøgte Terzaghi vands opadrettede strømning gennem sandet, og han udviklede en teknik med belastede filtre, som placeres ved dæmningsfoden på dennes nedstrøms side. Herved kan det forhindres, at materiale eroderes af det strømmende vand.
Til sine undersøgelser af lers konsolidering behøvede Terzaghi prøver af højplastisk, impermeabel ler, som fandtes på en lokalitet uden for Istanbul, hvortil der dog kun var adgang gennem en skov kontrolleret af kriminelle. Sammen med en eventyrlysten studerende lykkedes det ham på en biltur at hente prøver af leren, og disse få prøver dannede i de følgende år grundlag for hans arbejde med lers konsolidering. Ud fra forsøg i selvbyggede, primitive konsolideringsapparater kunne han beskrive den sammentrykningsproces, som ler udsættes for når den belastes: i den første tid efter belastningen er påført bæres den nye last udelukkende af lerens porevand, men gradvist drænes porevandet bort, samtidig med at lasten efterhånden flyttes over på kornskelettet, som derved trykkes sammen; leren konsolideres. Inspireret af termodynamikkens beskrivelse af varmestrømning opstillede Terzaghi i 1923 en differentialligning, som beskrev konsolideringsprocessen og gjorde det muligt at beregne de sætninger, som følger med lers konsolidering.

Terzaghi præsenterede i 1925 sine opdagelser i den skelsættende lærebog Erdbaumechanik, hvor han, som undertitlen angiver, satte geoteknikken ind i en jordmekanisk og fysisk sammenhæng. I forordet skriver han blandt andet: 
 Hochbau und Brückenbau sind heutzutage ohne Baustoffkunde und Festigkeitslehre undenkbar. Das wissenschaftliche Rüstzeug des Tiefbauingenieurs umfasst hingegen kaum den Ansatz zu einer technischen Bodenkunde und der Inhalt der Erdbaumechanik besteht lediglich in der Theorie eines besonders einfachen Sonderproblems der Statik kohäsionsloser Sande. Das wichtige Gebiet der Statik kolloid-reicher, wasserhaltiger Böden liegt noch ganz brach. Dieses Missverhältnis zwischen dem derzeitigen Stand zweier ebenbürtiger Zweige des Ingenieurwesens ist geradezu paradox und lässt sich nur durch die entmutigenden praktischen und theoretischen Schwierigkeiten erklären, die man bei der tiefbautechnischen Forschung zu überwinden hat. Die Schwierigkeiten setzen schon bei der Fragestellung ein. Erst in jüngster Zeit kam man zu der Einsicht, dass die Erdbaumechanik nur dann ihren praktischen Zweck erfüllen kann, wenn sie in erster Linie den mannigfaltigen physikalischen Eigenschaften des Erdmaterials angemessen Rechnung trägt, und dass man den Aufbau der Erdbaumechanik mit der Schaffung einer technischen Bodenkunde einleiten muss.

(I dag er det utænkeligt at opføre bygninger og broer uden videnskabeligt kendskab til byggematerialers egenskaber og styrke. Ved jord- og funderingsarbejder omfatter bygningsingeniørens videnskabelige udrustning derimod kun det mest rudimentære tekniske kendskab til jorden, og jordmekanisk teori behandler udelukkende et særligt simpelt tilfælde af kohæsionsløs sands statik. Det vigtige felt med vandholdig, finkornet jords statik ligger stadig brak. Dette for tiden herskende misforhold mellem disse to jævnbyrdige grene inden for bygningskunsten er rent ud paradoksalt og lader sig kun forklare ved de nedslående praktiske og teoretiske vanskeligheder, som den funderingstekniske forskning er oppe imod, vanskeligheder som allerede viser sig, når problemerne skal formuleres. Først for nylig er man nået til den erkendelse, at jordmekanik først kan komme til at opfylde sit praktiske formål, når den tager behørigt hensyn til jordmaterialernes mangfoldige egenskaber, og at øget jordmekanisk kendskab må indledes med opbygningen af en teknisk jordbundslære.)

## MIT
Terzaghis lærebog skaffede ham en mængde omtale, og da han i 1925 blev tilbudt et professorat på Massachusetts Institute of Technology (MIT) i Boston i USA, sagde han ja til stillingen. I en række artikler i tidsskriftet Engineering News Records kort efter sin ankomst præsenterede han sine da stadig omstridte teorier, men snart efter begyndte han sideløbende med professoratet på en lang karriere som rådgiver ved store byggeprojekter, bla for United States Bureau of Public Roads, som han hjalp med spørgsmål om vejbygning, samt mange store dæmningsbyggerier. I 1928 blev han bedt om at rådgive om de sætninger, som et stort nyt industribyggeri på stillehavskysten fremviste. Ved sammenligning af jordbundsundersøgelser med sætningsmålinger var han i stand til at efterprøve sin konsolideringsteori, og det sætningsforløb for bygningen som han forudsagde, viste sig at holde stik gennem de næste 7 år. Han fik også opgaver i forbindelse med frugtplantager i Mellemamerika, bl.a med vurdering af skråningsstabilitet langs en jernbanelinje i Costa Rica, hvor han i sin rapport skrev:
 These slopes owe their stability to an incomprehensible act of God and not to the shearing resistance of the material.
(Disse skråningers stabilitet skyldes ikke materialets forskydningsstyrke, men en ubegribelig indgriben fra højere magter.)

Under den følgende regntid ødelagte jordskred flere kilometer af banelinjen.
På MIT opbyggede Terzaghi (nu for tredje gang, og endnu engang fra bunden, men med stærkt forbedrede apparater) et jordmekanisk laboratorium, hvor en anden af geoteknikkens pionerer, den østrigske civilingeniør Arthur Casagrande (1902-81), i årene 1926-32 var hans assistent. Terzaghis forskning i jordtryk på støttemure tog på denne tid som noget nyt også hensyn til murenes bevægelser som følge af trykket.
I 1928 var Terzaghi blandt stifterne af Deutsche Gesellschaft für Bodenmechanik (Degebo), som herefter fra sine bygninger i Berlin koordinerede den tyske geotekniske forskning.

## Wien
Angiveligt delvist pga samarbejdsvanskeligheder med MITs ledelse valgte Terzaghi i 1929 at acceptere et professorat ved den tekniske højskole i Wien. Kort efter giftede han sig med Ruth Dogget, en amerikansk geolog fra Harvard universitetet, med hvem han fik to børn.
Endnu engang opbyggede han, og ligesom på MIT med Casagrandes hjælp, et jordmekanisk laboratorium, som de kommende år skulle blive arnested for en række vigtige jordmekaniske og geotekniske landvindinger, så at det i løbet af 1930-erne fremstod som verdens førende forskningcenter inden for sit felt. Stedet tiltrak unge geoteknikere fra hele verden, som kom for at høre Terzaghis forelæsninger og hjælpe ham i laboratoriet, bl.a danske Mikael Juul Hvorslev, som hos Terzaghi skrev doktorafhandling om omrørt lers styrkeegenskaber, og østrigeren Leo Rendulic, som vha triaxialforsøg, også på omrørt ler, kunne eftervise den sammenhæng mellem ændring i effektive spændinger og poretal, som udgjorde en vigtig del af det teoretiske grundlag for Terzaghis nye jordmekanik.
Terzaghi gav af og til gæsteforelæsninger rundt om i Europa, således i 1935 gennem 3 måneder på Technische Hochschule i Berlin, fulgt i 1936 af et 8 måneders ophold i USA, hvor han forelæste hele forårssemestret på Harvard Universitet i Boston.
Ved siden af undervisningen i Wien og rundt om i Europa og i USA fungerede Terzaghi i disse år i stigende grad som geoteknisk rådgiver på store byggeprojekter, især dæmningsbyggerier.

### Fillunger-skandalen
I 1933 blev Terzaghi indviklet i en årelang videnskabelig strid med sin jævnaldrende professor-kollega ved den tekniske højskole i Wien Paul Fillunger (1883-1937). De ønskede begge at opnå en nærmere forståelse af mekanismerne bag konsolidering og effektive spændinger, men hvor Terzaghis videnskabelige tilgang baserede sig på en kombination af teori og praksis, med hovedvægten på empiriske erfaringer fra laboratorieforsøg og undersøgelser ude på byggepladserne, var Fillunger i udpræget grad teoretiker. Havde de to kunnet samarbejde, ville dette givetvis have været frugtbart for udviklingen inden for både jordmekanik og geoteknik. I stedet kom Terzaghi uforvarende til at åbne for striden, ved at publicere en artikel om kapillartryk i beton, som han forinden havde tilbudt Fillunger at være medforfatter til, hvilket denne afslog, da han var uenig i Terzaghis konklusioner. Konflikten mellem dem optrappedes yderligere, da den ikke særligt matematisk velfunderede Terzaghi opdagede en regnefejl i Fillungers arbejde. Da så Terzaghi i 1936 sammen med sin kollega O.K. Fröhlich publicerede en, senere meget rost, afhandling om teorien bag konsolideringsprocessen, svarede Filluger igen ved at udgive en pamflet, hvor han, i en sarkastisk tone, gendrev Terzaghi og Fröhlichs teori, og i stedet præsenterede sin egen matematiske beskrivelse, som han påstod var umulig at løse i praksis, i modsætning til det Terzaghi og Fröhlich fremlagde. Terzaghi besvarede angrebet med en uddybende artikel, som dog ikke fik Fillunger til at indstille sin kritik. Terzaghi blev meget fortørnet over disse angreb og indbragte Fillunger for højskolens disciplinærudvalg. Udvalget afgjorde sagen helt til Terzaghis fordel, og ved udsigten til tab af ære og embede valgte Fillunger sammen med sin hustru i marts 1937 at begå selvmord vha gas.
Allerede i 1913 havde Fillunger i en afhandling om opdrift på dæmninger, baseret på et tofase-system af korn og vand, givet en ny og anderledes beskrivelse af spændinger i porøse materialer, en beskrivelse som lå ganske tæt på, hvad Terzaghi præsenterede i sin lærebog fra 1925, og Fillunger anses i dag for pioner på dette felt.
Et af stridspunkterne mellem Terzaghi og Fillunger var funderingen af den vigtige Reichsbrücke over Donau i Wien, opført 1934-37, hvor Fillunger mente, Terzaghis design af fundamenterne var utilstrækkelig pga den bløde flodbund. I august 1976 styrtede broen sammen, og i den efterfølgende tekniske rapport nævntes bla som mulig årsag til sammenstyrtningen forankringen af de kæder som bar broen, en forankring som Terzaghi ændrede pga den bløde flodbund.

### Terzaghi og Hitler
Terzaghi var ved et par lejligheder i midten af 1930-erne rådgiver for den tyske, nazistiske byggeorganisation Todt, nemlig ved udvidelsen af motorvejen fra München til Salzburg og ved opførelsen af Kongresshalle på NSDAPs partiområde i Nürnberg. Funderingen af den gigantiske hal voldte problemer, og ifølge Terzaghis dagbog mødtes han med selveste Adolf Hitler, som interesserede sig levende for byggeriet. Hvorvidt dette møde faktisk fandt sted er dog genstand for diskussion. Organisation Todts grundlægger, ingeniøren og nazisten Fritz Todt, tilbød omkring årsskiftet 1935-36 at skaffe Terzaghi et professorat i Tyskland, men Terzaghi afslog, især pga en samtale i julen 1935 med den tyske vandbygningsingeniør Otto Franzius, som tog afstand fra Hitlers krigsplaner.
Efter at det nazistiske Tyskland i marts 1938 gennem en fredelig militær aktion havde indlemmet Østrig i det tyske rige, den såkaldte Anschluss, besluttede Terzaghi at opgive sin stilling ved den tekniske højskole i Wien. Over for undervisningsministeriet angav han helbredsmæssige årsager hertil, men påpegede samtidig sine bestræbelser for at forhindre "ikke-ariske elementer" i at få adgang til højskolen. Selvom Terzaghi tilsyneladende til en vis grad sympatiserede med nazisterne, blev det hensynet til hans karriere samt myndighedernes chikane over for hans amerikanske kone som blev udslagsgivende for, at familien Terzaghi i 1938 emigrerede til USA. Man mangler stadig at afdække omfanget af Terzaghis forbindelser med nazisterne.

## Harvard
I 1938 var Terzaghi igen gæstelektor ved Harvard, og i december samme år blev han konsulent ved byggeriet af Chicagos undergrundsbane. Han besluttede nu at flytte permanent til USA, og her boede han med kone og børn resten af sit liv, i et hus de fik bygget ned til Mystic Lake i Winchester, Massachusetts. I en række år underviste han i forårssemestret på Harvard i de to fag ingeniørgeologi og anvendt jordmekanik, en undervisning som også tiltrak studerende fra MIT, foruden udøvende ingeniører.
Som en del af sin undervisning af ingeniørstuderende brugte Terzaghi disse fire regler:
 1. Engineering is a noble sport which calls for good sportsmanship. Occasional blundering is part of the game. Let it be your ambition to be the first one to discover and announce your blunders. If somebody else gets ahead of you, take it with a smile and thank him for his interest. Once you begin to feel tempted to deny your blunders in the face of reasonable evidence you have ceased to be a good sport. You are already a crank or a grouch.
2. The worst habit you can possibly acquire is to become uncritical towards your own concepts and at the same time sceptical towards those of others. Once you arrive at that state you are in the grip of senility, regardless of your age.
3. When you commit one of your ideas to print, emphasize every controversial aspect of your thesis which you can perceive. Thus you win the respect of your readers and are kept aware of the possibilities for further improvements. A departure from this rule is the safest way to wreck your reputation and to paralyze your mental activities.
4. Very few people are either so dumb or so dishonest that you could not learn anything from them.
(1. Ingeniørvidenskab er en ædel sport som kræver sportsånd. En brøler indimellem er en del af spillet. Lad det være dit mål at være den første til at finde og påpege dine brølere. Hvis nogen kommer før dig, så tag det med et smil og tak ham for hans interesse. Når først du føler dig fristet til at benægte dine brølere, stillet over for fornuftige argumenter, viser du ikke længere sportsånd. Så er du allerede blevet til en gnaven, sur stodder.
2. Den værste uvane du kan få er at være ukritisk over for dine egne opfattelser og samtidig skeptisk over for andres. Når du når dertil, er du blevet senil, uanset din alder.
3. Når du sætter dine ideer på tryk, så understreg ethvert omstridt aspekt i din afhandling, du kan komme i tanke om. Dermed vinder du dine læseres respekt og bliver klar over mulighederne for yderligere forbedringer. At afvige fra denne regel er den sikreste vej til at ødelægge dit omdømme og lamme din evne til at tænke.
4. Kun meget få mennesker er enten så dumme  eller uærlige, at du intet kan lære af dem.)

### ICSMFE - den internationale geoteknikerkongres
I juni 1936 stod Terzaghi på Harvard i spidsen for den første internationale kongres for jordmekanik og fundering, International Conference on Soil Mechanics and Foundation Engineering, som hans kollega Arthur Casagrande havde organiseret. Terzaghi havde betænkeligheder ved at afvikle en konference inden for en videnskab, som stadig var i sin vorden, men konferencen blev en succes, med 206 deltagere. Efter konferencen stiftedes den internationale geoteknikerforening ISSMFE, og Terzaghi var dens formand 1936-57. Anden Verdenskrig betød, at den næste konference først afholdtes i 1948, i Rotterdam og nu med 596 deltagere. Siden den tredje konference i 1953 i Zürich er konferencen afholdt hvert fjerde år.

## Videnskabelige discipliner
Terzaghis videnskabelige landvindinger blev især muliggjort af det forhold, at han det meste af sin karriere arbejdede i grænseområdet mellem to discipliner, som han begge beherskede, nemlig geologi og fysik, nærmere bestemt ingeniørgeologi og jordmekanik. Dette grænseområde opdyrkede han, til stor gavn for både geoteknik og bygge- og anlægsvirksomhed. Selve det at have opdaget, at der her var et grænseområde med store muligheder er måske en af hans største bedrifter.

### Ingeniørgeologi
Som noget forholdsvis nyt i tiden omkring Første Verdenskrig mente Terzaghi, at det ville optimere gennemførelsen af byggeprojekter (både store og små), hvis man angreb projektet fra såvel den ingeniørgeologiske som jordmekaniske vinkel. Opstilling af en geologisk model for byggefeltet var for Terzaghi en nødvendig forudsætning for at kunne udføre pålidelige geotekniske beregninger af, hvordan konstruktionen og den underliggende jord ville reagere på hinanden. Blandt de berørte ingeniører og geologer fordrede det at arbejde i grænseområdet mellem geologi og fysik imidlertid et gensidigt kendskab til hinandens discipliner, som man op gennem det 20. århundrede brugte flere årtier på at opbygge. Sammen med kolleger udgav Terzaghi i 1929 en lærebog i ingeniørgeologi, hvor forfatterne i forordet herom skriver: 
 Immer mehr setzt sich der Gedanke durch, dass fast alle Eingriffe in die Erdhaut ein gründliches geologisches Vorstudium verlangen, da mangels eines solchen grosse, oft nicht gutzumachende Fehler entstehen. Es gab eine Zeit – dieselbe liegt nicht weit zurück – wo Geologe und Ingenieur einer des anderen entraten zu können glaubte. Der Grund hiefür lag vor allem in dem Umstand, dass der eine der Wissenschaft des anderen vollständig fremd gegenüberstand, ohne dass eine Verständigungsbrücke sie näher brachte.
Es muss daher als ein grosser Fortschritt bezeichnet werden, dass technisch vorgebildete Forscher sich der Geologie zuwandten, welche wiederum eine grössere Zahl von Geologen für die Fragen der Technik zu interessieren verstanden, so dass nun diese Grenzgebiete gründlicher beackert wurden; erst hiedurch wurde die Möglichkeit der gegenseitigen Verständigung geschaffen und die Auswertung geologischer Ratschläge in die Wege geleitet.
(Den tanke trænger sig mere og mere på, at så at sige alle indgreb i jordoverfladen fordrer et grundigt geologisk forstudie, idet manglen på samme ofte fører til store, uoprettelige fejl. Der var engang – for ikke så længe siden – hvor geolog og ingeniør mente at kunne undvære hinanden. Grunden hertil lå især i den omstændighed, at de begge stod fuldstændig fremmede overfor hinandens videnskab, uden nogen forståelsesbro til at bringe dem nærmere.
Det må derfor betegnes som et stort fremskridt, at teknisk uddannede forskere kastede sig over geologien, som på sin side forstod at gøre flere geologer interesserede i tekniske spørgsmål, hvorved dette grænseområde blev grundigere opdyrket; først hermed opstod muligheden for gensidig forståelse, som banede vej for nyttiggørelsen af geologisk rådgivning.)

Terzaghi nåede i løbet af sin karriere at beskæftige sig med mange forskellige ingeniørgeologiske problemstillinger, fx i begyndelsen af 1920-erne i Istanbul, hvor han rådgav en fabriksejer mht sætningsskader på et kranspor langs havnen. Kransporet var funderet på pæle i forholdsvis bløde lerlag, som Terzaghi dog ikke mente udelukkende kunne være skyld i sætningerne. Han foretog derfor selv en inspektion af pælene som viste, at de på stykket over lavvandsniveau var fuldstændig ødelagte af pæleorm og derfor havde mistet deres bæreevne. Under en rejse i 1928 for United Fruit Company til Honduras viste Terzaghi ved laboratorieforsøg på intaktprøver, at jordbundens permeabilitet falder dramatisk, når skov ryddes og erstattes med frugtplantager. Dette forklarede hvorfor man ofte måtte opgive frugtdyrkningen efter få år. I midten af 1940-erne begyndte Terzaghi undersøgelser for olieselskaber af den indsynkning af overfladen over oliefelter, som ofte følger af olieindvinding.
Bestræbelserne på at bygge bro mellem ingeniørgeologi og jordmekanik optog Terzaghi hele hans liv, og han berører det i forordet til den lærebog, han i 1948 skrev sammen med Ralph Peck, hvor de ser tilbage på den jordmekaniske forsknings udvikling:
 Unfortunately, the research activities in soil mechanics had one undesirable psychological effect. They diverted the attention of many investigators and teachers from the manifold limitations imposed by nature on the application of mathematics to problems in earthwork engineering. As a consequence, more and more emphasis has been placed on refinements in sampling and testing and on those very few problems that can be solved with accuracy. Yet, accurate solutions can be obtained only if the soil strata are practically homogenous and continuous in horizontal directions. Furthermore, since the investigations leading to accurate solutions involve highly specialized methods of sampling and testing, they are justified only in exceptional cases. On the overwhelming majority of jobs no more than an approximate forecast is needed, and if such a forecast cannot be made by simple means it cannot be made at all. If it is not possible to make an approximate forecast, the behavior of the soil must be observed during construction, and the design may subsequently have to be modified in accordance with the findings. These facts cannot be ignored without defying the purpose of soil mechanics. They govern the treatment of the subject in this book.
(Uheldigvis har den omfattende jordmekaniske forskning haft en uønsket mental virkning. Den har nemlig fjernet mange forskeres og underviseres opmærksomhed fra de mange begrænsninger, som naturen sætter for anvendelsen af matematisk beskrivelse af geotekniske problemer. Følgelig lægges der stor vægt på at raffinere både prøvetagning og forsøgskørsel på de meget få problemstillinger som har præcise løsninger. Præcise løsninger gælder imidlertid kun hvis såvel jordlagenes sammensætning som tykkelse i vandret retning er praktisk talt ensartede. Da desuden undersøgelser med præcise løsninger forudsætter specialiseret prøvetagning og forsøgskørsel, kan de sjældent retfærdiggøres. I langt de fleste projekter kan man nøjes med en omtrentlig forudsigelse af jordens egenskaber, og hvis en sådan forudsigelse ikke kan laves med simple midler, kan den slet ikke laves. Er det umuligt at lave en omtrentlig forudsigelse, må jordens opførsel studeres under byggeriet, og byggeriets udformning eventuelt ændres på baggrund af de trufne forhold. Undlader man at tage hensyn til disse kendsgerninger, trodser man jordmekanikkens formål. Disse kendsgerninger styrer denne bogs behandling af emnet.)

### Jordmekanik og geoteknik
Som geoteknisk konsulent på store byggeprojekter besøgte Terzaghi en lang række lokaliteter over det meste af verden. Han blev en meget benyttet konsulent, især ved dæmningsbyggerier:
I årene 1930-35 dæmningen over Swir-floden øst for St. Petersborg i den daværende Sovjetunion. Terzaghi deltog i projekteringen af denne kombinerede beton- og jorddæmning, ved bla at lade dæmningen hvile på et drænende sandlag. Da reservoiret bag dæmningen blev fyldt for første gang i marts 1935, kollapsede jorddæmningen imidlertid, åbenbart fordi sandlaget ikke var blevet forskriftsmæssigt komprimeret, men blot hældt løst ud. Reservoiret var dækket af tyk is, og Terzaghi foreslog nu at man komprimerede sandet ved gennem huller boret i isen at bearbejde det med lange stænger, en teknik han havde læst om i en artikel fra 1880-erne af G.H. Darwin. Operationen lykkedes og dæmningen blev reddet.
I 1938 Chingford-dæmningen nord for London i Storbritannien. Da Terzaghi ved et møde i Paris af en engelsk gæst fik forelagt tegninger af dæmningen, udspandt denne samtale sig:
 Terzaghi: Hvor er dæmningen placeret?
Gæst: Nord for London.
Terzaghi: Den dæmning må være projekteret af en fjende af den britiske nation, for den vil kollapse, og jeres parlament og Westminster Abbey kan blive skyllet ud i Themsen.
Gæst: Den er allerede kollapset.
Terzaghi: Hvilke instrukser gav din chef dig?
Gæst: Vis ham tegningerne og se hvordan han reagerer. Hvis han er rolig, så tag din hat og gå. Hvis han ser bekymret ud, så få ham med herover på næste fly.

Dette projekt blev begyndelsen på et frugtbart samarbejde med britiske bygningsingeniører, hvor også den senere grundlægger af britisk jordmekanik Alec Skempton (1914-2001) deltog som ung ingeniør. Som tak for sin indsats blev Terzaghi i 1939 inviteret til at holde forelæsningen James Forrest Lecture, som den anden ikke-brite siden forelæsningen var blevet indstiftet i 1890.
I årene 1954-59 var Terzaghi rådgiver ved bygningen af den nye Aswan-dæmning over Nilen i Egypten, men han var ikke med hele vejen, idet han trak sig efter uoverensstemmelser med de russiske rådgivere, som styrede projektet.
I British Columbia i det vestlige Canada fandt Terzaghi sig et nærmest ideelt arbejdsområde med teknisk udfordrende dæmningsprojekter, bla pga de komplicerede geologiske forhold, beliggende i et bjergrigt landskab, som tiltalte ham meget.

## Publikationer
Gennem sine mange år som forsker, underviser og rådgivende ingeniør forfattede Terzaghi en meget omfattende mængde af rapporter, artikler, kommentarer, taler m.m. Nedenstående liste er en let redigeret gengivelse af Grini og Rollums kronologiske liste over Terzaghis videnskabelige publikationer. Tallene i parentes stammer fra denne liste.
1907

(2) Geologie der Umgebung von Flamberg im Sausal. Naturwissenschaftlichen Vereines fur Steiermark. Mitteilungen, pp. 131–146.

1908

(3) Bau der ersten österreichischen Glanzstoff-Fabrik in St. Polten. Beton und Eisen, Vol. 7, No. 4, pp. 98–100.

(4) Bestimmung des Druckes auf die Wand eines Silotrichters. Zuschriften an die chriftleitung. Beton and Eisen, Vol. 7, No. 8, 14, pp. 326–327, 350.

(5) Silo der Gipswerke in Egeres, Siebenburgen. Beton and Eisen, Vol. 7, No. 3, pp. 57–59.

1911

(6) Bemerkungen zur Tektonik der Umgebung von Buccari. Foldtani kozlony (Ungarische geologische Gesellschaft. Zeitschrift, Geologische Mitteilungen), Vol. 41, pp. 684–695.

1912

(7) Der Dammbruch am Mississippi. Die Umschau, Vol. 16, No. 35, pp. 735–738. 2-6
1914

(10) Der Eisenbeton beim Bau der staatlichen Bewasserungsanlagen im westlichen Nordamerika. Armierter Beton, Vol. 7, pp. 377–386.

(11) Der Eisenbeton beim Bau der Wasserleitung von Los Angeles. Armierter Beton, Vol. 7, pp. 255–261. 2-7 

1915

(12) Verwendung von Sandzement and die Bestimmung der Betonmischung auf Nordamerikanischen Baustellen. Armierter Beton, Vol. 8, pp. 11–15.

1917

(14) Die Unzulanglichkeit veröffentlichter Baubeschreibungen. Österreichischer Ingenieur-and ArchitektenVerein. Zeitschrift, Vol. 69, No. 21, pp. 325–328.

1918

(15) Das technische Unterrichtswesen in der Türkei. Österreichische Monatsschrift fur den Orient, Nos. 1-3, pp. 34–59.

1920

(17) New facts about surface friction. Physical Review, Vol. 16, No. 1, pp. 54–61.

(18) Old earth-pressure theories and new test results. Engineering News-Record, Vol. 85, No. 14, pp. 632–637. 1921.

1921

(19) Foundation problems and laboratory research. Engineering News-Record, Vol. 87, No. 2, pp. 77–78.

(20) Die physikalischen Grundlagen des technisch-geologischen Gutachtens. Österreichischer Ingenieur- und Architekten-Verein. Zeitschrift, Vol. 73, No. 36/37,pp. 237–241.

1922

(22) Der Grundbruch an Stauwerken and seine Verhiltung. Die Wasserkraft, Vol. 17, No. 24, pp. 445–449.

1923

(23) Die Berechnung der Durchlässigkeitsziffer des Tones aus dem Verlauf der hydrodynamischen Spannungserscheinungen. Akademie der Wissenschaften in Wien. Sitzungsberichte. Mathematisch-naturwissenschaftliche Klasse. Part 11 a, Vol. 132, No. 3/4, pp. 125–138.

(24) Die Beziehungen zwischen Elastizitiit and Innendruck. Akademie der Wissenschaften in Wien. Sitzungsberichte. Mathematisch-naturwissenschaftliche Klasse. Part II a, Vol. 132, No. 3/4, pp. 105–124.

(25) Discussion on: J. Feld, Lateral earth pressure; the accurate experimental determination of the lateral earth pressure, together with a resume of previous experiments. American Society of Civil Engineers. Transactions, Vol. 86, pp. 1525–1543.
1924

(26) Die Theorie der hydrodynamischen Spannungserscheinungen und ihr erdbautechnisches Anwendungsgebiet. International Congress for Applied Mechanics, 1. Delft. Proceedings, pp. 288–294.

(27) Versuche über die Viskosität des Wassers in sehr engen Durchgangsquerschnitten. Zeitschrift fur angewandte Mathematik und Mechanik, Vol. 4, pp. 107–113. Physikalische Berichte, Vol. 6, 1925, pp. 1353– 1354.

1925

(28) Erdbaumechanik auf bodenphysikalischer Grundlage. Vienna, Deuticke. 399 pp.

(29) Modern conceptions concerning foundation engineering. Boston Society of Civil Engineers. Journal, Vol. 12, No. 10, pp. 397–439. Boston Society of Civil Engineers. Contributions to soil mechanics 1925-1940. Boston 1940, pp. 1–43. (Clemens Herschel Prize)

(30) Principles of soil mechanics. Engineering News-Record, Vol. 95, Nos. 19-23, 25-27, pp. 742–746, 796-800, 832-836, 874-878, 912-915, 987-990, 1026-1029, 1064-1068. Også udgivet som bog hos McGraw-Hill, 1926, 98 pp.

(31) Zur Characteristik der Bausande. Österreichischer Ingenieur- und Architekten-Verein. Zeitschrift, Vol. 77, No. 33/34, pp. 292–294.

1926

(32) The mechanics of adsorption and of the swelling of gels. In National Symposium on Colloid Chemistry, 4. Cambridge, Mass. Colloid symposium monograph. New York, Chemical Catalog Co., Inc., pp. 58–78.

(33) Paper on the methods and possibilities of road-soil investigations. Highway Research Board, Washington, D. C. Proceedings, Vol. 6, pp. 394–408. Massachusetts Institute of Technology, Cambridge, Mass. Publication, Vol. 63, No. 32, 1927.

(34) Simplified soil tests for subgrades and their physical significance. Public Roads, Vol. 7, No. 8, pp. 153–162, 170. Massachusetts Institute of Technology. Department of Civil and Sanitary Engineering. Serial 2.

1927

(35) Concrete roads - a problem in foundation engineering. Boston Society of Civil Engineers. Journal, Vol. 14, No. 5, pp. 265–282. Massachusetts Institute of Technology, Cambridge, Mass. Publication, Vol. 63, No. 7. Boston Society of Civil Engineers. Contributions to soil mechanics 1925-1940. Boston 1940, pp. 45–62. (Fitzgerald Medal)
(36) Determination of consistency of soils by means of penetration tests. Public Roads, Vol. 7, No. 12, pp. 240–247. Massachusetts Institute of Technology. Department of Civil and Sanitary Engineering. Serial, 7.

(37) Dirt experts discuss subgrade problems. Roads and Streets, Vol. 67, pp. 384– 388.

(38) The first international soil congress and its message to the highway engineer. Public Roads, Vol. 8, No. 5, pp. 89–94.

(39) Principles of final soil classification. Public Roads, Vol. 8, No. 3, pp. 41–53. Massachusetts Institute of Tecbnology. Department of Civil and Sanitary Engineering. Serial, 6.

(40) The science of foundations-its present and future. American Society of Civil Engineers. Proceedings, Vol. 53, pp. 2263–2294, Vol. 55, 1929, pp. 83–97. American Society of Civil Engineers. Transactions, Vol. 93, 1929, pp. 270–405. (Norman Medal).

(41) Wellpoint method for handling excavation of foundation pit at new sewage pumping station, Lynn, Mass. Boston Society of Civil Engineers. Journal, Vol. 14, No. 7, pp. 389–397. Boston Society of Civil Engineers. Contributions to soil mechanics 1925-1940. Boston 1940, pp. 63–71.

1928

(42) Bearing capacity of soil; a restatement of the basis for rules as to bearing capacity of cohesionless and cohesive materials. Engineering News-Record, Vol. 100, No. 16, pp. 629–630.

(43) Discussion on: J. Hinds, Upward pressures under dams; experiments by the United States Bureau of Reclamation. American Society of Civil Engineers. Proceedings, Vol. 54, No. 6, pp. 1953–1957. American Society of Civil Engineers. Transactions, Vol. 93, 1929, pp. 1559– 1563.

(45) Discussion on: A. C. Rose, Foundations and drainage of highways. American Society of Civil Engineers. Proceedings, Vol. 54, No. 6, pp. 1909–1912. American Society of Civil Engineers. Transactions, Vol. 94, 1930, pp. 87–90.

(46) Landslides in Central America. The Technology Review, Vol. 31, No. 1, pp. 12– 16.

(47) Present status of subgrade soil testing. By C. A. Hogentogler, and A. M. Wintermyer. Public Roads, Vol. 9, No. 1, pp. 1–8, 24. Roads and Road Construction, Vol. 8, No. 95, 1930, pp. 398–403.

(49) Soil classification for foundation purposes. International Soil Congress, 1. Washington, D. C. Proceedings.

(50) Soil study, frost action and colloids. Engineering News-Record, Vol. 100, No. 18, p. 708.

(51) Zuschrift zum Aufsatz: O. Stern, Moderne Betongrundbautechnik. Der Bauingenieur, Vol. 9, No. 41, p. 745. 1929.

1929

(52) Compressibility and elasticity of artesian aquifers. Economic Geology, Vol. 24, No. 2, pp. 211–213.

(53) Effect of minor geologic details on the safety of dams. American Institute of Mining and Metallurgical Engineers. Technical Publication, 215, pp. 31–44.

(54) Ingenieurgeologie. By K. A. Redlich, K. Terzaghi and R. Kampe. Vienna, Springer. 708 pp.

(55) Interrelationship of load, road and subgrade. By C. A. Hogentogler and K. Terzaghi. Public Roads, Vol. 10, pp. 3764.

(56) The mechanics of, shear failures on clay slopes and the creep of retaining walls. Public Roads, Vol. 10, No. 10, pp. 177–192.

(57) The origin of artesian pressure. Economic Geology, Vol. 24, No. 1, pp. 94–99.

(58) Settlement of buildings due to progressive consolidation of individual strata. Journal of Mathematics and Physics, Vol. 8, No. 4, pp. 266–292. Massachusetts Institute of Technology. Department of Civil and Sanitary Engineering. Serial, 17, 1930.

(59) Soil studies for the Granville Dam at Westfield, Mass. New England Water Works Association. Journal, Vol. 43, No. 2, pp. 191–223.

1930

(60) Earth pressure. (Report on Dr. Terzaghi's tests at M.I.T.) Engineering, Vol. 129, Nos. 3359, 3361, pp. 689–690, 753-754.

(61) Festigkeitslehre plastischer Boden. Centralblatt der Bauverwaltung, Vol. 50, p. 739.

(62) Load, road and subgrade. By C. A. Hogentogler and K. Terzaghi. Good Roads, Vol. 73, No. 8, pp. 298–299, 305-306.

(63) Sickerverluste aus Kanalen. Die Wasserwirtschaft, Vol. 23, No. 18/19, pp. 318– 330 Supporting power of pile foundations [translation], June 23, 1930.

1931

(66) Earth slips and subsidences from underground erosion. Engineering News- Record, Vol. 107, No. 3, pp. 90–92.

(67) Festigkeitseigenschaften der Schüttungen, Sedimente and Gele. In Handbuch der physikalischen und technischen Mechanik. By F.Auerbach and W. Hort. Leipzig, Barth. Vol. 4, Part 2, pp. 513–578.

(68) The influence of elasticity and permeability on the swelling of two phase systems. Colloid Chemistry, Vol. 3, pp. 65–88.

(69) Promotion von Prof. Ing. Dr. Philipp Forchheimer zum Ehrendoktor der technischen Wissenschaften. Osterreichischer Ingenieur-and Architekten-Verein. Zeitschrift, No. 1/2, pp. 3–5.

(70) Settlement analysis-the backbone of foundation research. World Engineering Congress, Tokyo 1929. Proceedings, Vol. 8, pp. 1–23.

(71) The static rigidity of plastic clays. Journal of Rheology, Vol. 2, No. 3, pp. 253– 262.
1932

(73) Bodenpressung und Bettungsziffer. Österreichische Bauzeitung, No. 25, pp. 293–305. In Festschrift zum 25-jahrigen Bestand des Österreichischen Betonvereines. 12 pp.

(74) (Forchheimer, Philipp) Zum 80. Geburtstage. Forschungen and Fortschritte, Vol. 8, No. 22, p. 288.

(75) Probleme der Staudammfundierung. Forschungen and Fortschritte, Vol. 8, p. 322.

(76) Record earth-pressure testing machine. Engineering News-Record, Vol. 109, No. 13, pp. 365–369.

(77) Soil-loading test practice in Europe. Engineering News-Record, Vol. 109, No. 6, pp. 158–159.

(78) Tragfähigkeit der Flachgrundungen. International Association for Bridge and Structural Engineering. Congress, 1. Paris. Preliminary publication, pp. 659– 683, final publication, 1933, pp. 596–605. 3-2
1933

(79) Auftrieb and Kapillardruck an betonierten Talsperren. Die Wasserwirtschaft, Vol. 26, pp. 397–399. International Congress on Large Dams, 1. Stockholm. Proceedings, Vol. 5, pp. 5–16.

(80) Discussion on: Progress Report of Special Committee. Earths and foundations. American Society of Civil Engineers. Proceedings, Vol. 59, No. 8, pp. 1363–1372.

(82) Die Oedometer-Beobachtung als Hilfsmittel zur Erforschung der Gelstruktur. Kolloid-Zeitschrift, Vol. 65, No. 2, pp. 129–148.

(83) Die Prüfung von Baumaterialen fur gewalzte Erddamme. Die Wasserwirtsehaft, Vol. 26, pp. 408–412, 438-433. International Congress on Large Dams, 1. Stockholm. Proceedings, Vol. 3, pp. 69–103.

(84) Untersuchung der Eigenschaften von Boden hinsichtlich ihrer Eignung zur Herstellung von Erddammen. International Congress on Large Dams, 1. Stockholm. Proceedings, Vol. 3, pp. 309–332.

(85) Verbessertes Verfahren zur Setzungsbeobachtung. Die Bautechnik, Vol. 11, No. 41, pp. 579–582.

(86) Verfahren zur Messung der Bewegungen betonierter Talsperren. Die Wasserwirtschaft, Vol. 26, p. 437. International Congress on Large Dams, 1. Stockholm. Proceedings, Vol. 2, pp. 311–319. 3-3
1934

(87) Beanspruchung von Gewichtstaumauern durch das stromende Sickerwasser. Die Bautechnik, Vol. 12, No. 29, pp. 379–382.

(88) Bestimmung der maximalen Flachenporösität des Betons. Der Bauingenieur, Vol. 15, p. 413.

(89) Bodenuntersuchungen fur Strassenbauzwecke. Der Bauingenieur, Vol. 15, No. 15/16, pp. 143–147.

(90) Discussion on: H. de B. Parsons, Some soil pressure tests. American Society of Civil Engineers. Proceedings, Vol. 60, pp. 552–556. American Society of Civil Engineers. Transactions, Vol. 100, 1935, pp. 35–39.

(91) Large retaining-wall tests. I-V. Engineering News-Record, Vol. 112, No. 5, 8, 10, 13, 16, 23, pp. 136–140, 259-262, 316-318, 403-406, 503-508, 747.

(92) Retaining-wall design for Fifteen-Mile Falls Dam. Engineering News-Record, Vol. 112, No. 20, pp. 632–636.

(93) Side pressure on retaining walls. Engineering News-Record, Vol. 113, No. 2, p. 55.

(94) Der Spannungszustand im Porenwasser trocknender Betonkörper. Der Bauingenieur, Vol. 15, No. 29/30, pp. 303–306.

(95) Die Ursachen der Schiefstellung des Turmes von Pisa. Der Bauingenieur, Vol. 15, Nos. 1/2, 7/8, 11/12, pp. 1–4, 78, 112-113.

(96) Verbesserte Schlauchwaage zur Setzungsbeobachtung. By K. Terzaghi and K. Langer. Die Bautechnik, Vol. 12, No. 23, pp. 291–292.

(97) Die wirksame Flachenporositat des Betons. By K. Terzaghi and L. Rendulie. Österreichischer Ingenieur- und Architekten-Verein. Zeitschrift, Vol. 86, Nos. 1/2, 5-8, pp. 1–9, 30-32, 44-45.

(98) Zur statischen Berechnung der Gewichtstaumauern. Die Bautechnik, Vol. 12, No. 45, pp. 589–592, Vol. 13, No. 4, 1935, p. 56.

1935

(99) The actual factor of safety in foundations. The Structural Engineer, Vol. 13, new series, No. 3, pp. 126–160.

(100) Discussion on: L. F. Harza, Uplift and seepage under dams on sand. American Society of Civil Engineers. Proceedings, Vol. 61, pp. 115–122. American Society of Civil Engineers. Transactions, Vol. 100, pp. 1391–1395.

(101) Discussion on: J. P. R. N. Stroyer, Earth pressure on flexible walls. Institution of Civil Engineers. Journal, Vol. 1, 1935/36, pp. 552–557.

(102) Fünfzehn Jahre Baugrundforschung. Der Bauingenieur, Vol. 16, No. 3/4, pp. 25–31.

(104) Die Setzung der Fundierungen and ihre Wirkung auf den Oberbau. De Ingenieur, Nos. 50, 51, pp. 239–258, 263-281.

(105) Zum Aufsatz: O. K. Fröhlich, Druckverteilung in der Silozelle und im Baugrund. Beton and Eisen, Vol. 34, No. 1, pp. 18–19.

1936

(107) Closing address. International Conference on Soil Mechanics and Foundation Engineering, 1. Cambridge, Mass. Proceedings, Vol. 3, pp. 22–23.

(108) Critical height and factor of safety of slopes against sliding. International Conference on Soil Mechanics and Foundation Engineering, 1. Cambridge, Mass. Proceedings, Vol. 1, pp. 156–161.

(109) Discussion on: Earth pressure against retaining walls, excavation sheeting, tunnel linings, etc. International Conference on Soil Mechanics and Foundation Engineering, 1. Cambridge, Mass. Proceedings, Vol. 3, pp. 152–155.

(112) Discussion on: Proposed new Boston building code. International Conference on Soil Mechanics and Foundation Engineering, 1. Cambridge, Mass. Proceedings, Vol. 3, pp. 240–242.

(113) Discussion on: Settlement of structures. International Conference on Soil Mechanics and Foundation Engineering, 1. Cambridge, Mass. Proceedings, Vol. 3, pp. 79–87.

(114) Discussion on: Settlement of structures in Shanghai, China. International Conference on Oil Mechanics and Foundation Engineering, 1. Cambridge, Mass. Proceedings, Vol. 3, pp. 92–96.

(115) Discussion on; The movements of the piers of the Mississippi River Bridge. International Conference on Soil Mechanics and Foundation Engineering, 1. Cambridge, Mass. Proceedings, Vol. 3, pp. 96–98.

(116) Discussion on: The movements within foundation pits during construction. International Conference on Soil Mechanics and Foundation Engineering, 1. Cambridge, Mass. Proceedings, Vol. 3, p. 230.

(117) Distribution of the lateral pressure of sand on the timbering of cuts. International Conference on Soil Mechanics and Foundation Engineering, 1. Cambridge, Mass. Proceedings, Vol. 1, pp. 211–215.

(118) Effect of the type of drainage of retaining walls on the earth pressure. International Conference on Soil Mechanics and Foundation Engineering, 1. Cambridge, Mass. Proceedings, Vol. 1, pp. 215–218.

(119) Failure of bridge piers due to scour. International Conference on Soil Mechanics and Foundation Engineering, 1. Cambridge, Mass. Proceedings, Vol. 2, p. 264, Vol. 3, p. 238.

(120) A fundamental fallacy in earth pressure computations. Boston Society of Civil Engineers. Journal, Vol. 23, pp. 71–88. International Conference on Soil Mechanics and Foundation Engineering, 1. Cambridge, Mass. Proceedings, Vol. l, pp. 328–336. Boston Society of Civil Engineers. Contributions to soil mechanics 1925-1940. Boston 1940, pp. 277–294. Harvard soil mechanics series, 3. Abstract entitled: Arching in sands. Engineering News-Record, Vol. 116, No. 20, pp. 690–693.

(121) My toughest foundation job. New England Construction, July, p. 16.

(122) Relation between soil mechanics and foundation engineering; presidential address. International Conference on Soil Mechanics and Foundation Engineering, 1. Cambridge, Mass. Proceedings, Vol. 3, pp. 13–18.

(123) The shearing resistance of saturated soils and the angle between the planes of shear. International Conference on Soil Mechanics and Foundation Engineering, 1. Cambridge, Mass. Proceedings, Vol. 1, pp. 54–56.

(124) Simple tests determine hydrostatic uplift. Engineering News-Record, Vol. 116, No. 25, pp. 872–875. International Conference on Soil Mechanics and Foundation Engineering, 1. Cambridge, Mass. Proceedings, Vol. 2, appendix, paper Z 20.

(125) Stability of slopes of natural clay. International Conference on Soil Mechanics and Foundation Engineering, 1. Cambridge, Mass. Proceedings, Vol. 1, pp. 161– 165.

(126) Stress distribution in dry and in saturated sand above a yielding trap-door. International Conference on Soil Mechanics and Foundation Engineering, 1. Cambridge, Mass. Proceedings, Vol. 1, pp. 307–311.

(127) Theorie der Setzung von Tonschichten; eine Einführung in die analytische Tonmechanik. By K. Terzaghi and O. K. Frohlich. Leipzig, Deuticke. 166 pp.

1937

(129) Compte rendu de la conference faite par le 7. octobre 1937 aux Laboratoires du batiment et des travaux publics. Institut technique du batiment et des travaux publics. Annales, Vol. 3, No. 1, pp. 25–34.

(130) Erdbaumechanik und Baupraxis; eine Klarstellung. By K. Terzaghi and O.K. Fröhlich. Leipzig, Deuticke. 33 pp.

(131) Kjellman soil-testing machine. Engineering, Vol. 143, No. 3703, pp. 10–11.

(132) Settlement of structures in Europe and methods of observations. American Society of Civil Engineers. Proceedings, Vol. 63, pp. 1358–1374. American Society of Civil Engineers. Transactions, Vol. 103, 1938, pp. 1432– 1448.

(133) Wie setzen sich unsere Bauwerke? Österreichischer Betonverein. Monatsnachrichten, Vol. 4, Februar, pp. 164–177.

1938

(135) Einfluss des Porenwasserdruckes auf den Scherwiderstand der Tone. Deutsche Wasserwirtschaft, Vol. 33, pp. 201–205, 227-231.

(138) Promotion von Exz. Dr. Ing. h. c. Dr. Herbert Hoover zum Ehrendoktor der Technischen Hochschule in Wien. Österreichischer Ingenieur- und Architekten-Verein. Zeitschrift, Vol. 90, No. 11/12, pp. 74–76.

1939

(140) Effect of excavation on the settlement of buildings. Civil Engineering and Public Works Review, Vol. 34, pp. 370–371.

(141) General wedge theory of earth pressure. American Society of Civil Engineers. Proceedings, Vol. 65, pp. 13271339, 1511-1518. American Society of Civil Engineers. Transactions, Vol. 106, 1941, pp. 68–97. Harvard soil mechanics series, 15. (Norman Medal)

(142) Soil mechanics. Engineering, Vol. 147, No. 3826, pp. 566–569. Abridgement of No. 143.

(143) Soil mechanics - a new chapter in engineering science. Institution of Civil Engineers. Journal, Vol. 12, No. 7, pp. 106–142. Harvard soil mechanics series, 6. Abstract in Engineer, Vol. 167, No. 4347, pp. 555–556.

(144) Theorie du tassement des couches argileuses. By O. K. Frohlich. Paris, Dunod. 226 pp. For original text see: No. 127.

1940

(145) Anchored bulkheads. Purdue Conference on Soil Mechanics and its Applications, Lafayette, Indiana. Proceedings, pp. 259–269. Texas Conference on Soil Mechanics and Foundation Engineering, 3. Austin . Proceedings. 19 pp.

(146) Discussion on: S. J. Needs, Boundary film investigations. American Society of Mechanical Engineers. Transactions, Vol. 62, No. 4, pp. 343–345.

(147) Earth pressure of sand on walls. Purdue Conference on Soil Mechanics and its Applications, Lafayette, Indiana. Proceedings. pp. 240–269.

(148) Limitations and objectives of course in soil mechanics. Purdue Conference on Soil Mechanics and its Applications, Lafayette, Indiana. Proceedings. pp. 1–9.

(149) Sampling, testing and averaging. Purdue Conference on Soil Mechanics and its Applications, Lafayette, Indiana. Proceedings, pp. 151–160. Texas conference on Soil Mechanics and Foundation Engineering, 3. Austin. Proceedings. 21 pp.

(150) Slides in nonhomogeneous or fissured deposits. Texas Conference on Soil Mechanics and Foundation Engineering, 3. Austin. Proceedings. 4 pp.

1941

(151) Design of pile foundations. Texas Conference on Soil Mechanics and Foundation Engineering, 4. Austin. Proceedings, Vol. 1. 7 pp.

(152) The early antecedents of soil mechanics. Discussion on F. M. Baron, The study of earths - an American tradition. Civil Engineering, Vol. 11, No. 10, p. 614.

(153) Settlement of pile foundations due to secondary compression. Texas Conference on Soil Mechanics and Foundation Engineering, 4. Austin. Proceedings, Vol. 1. 6 pp.

(154) Undisturbed clay samples and undisturbed clays. Boston Society of Civil Engineers. Journal, Vol. 28, No. 3, pp. 211–231. Boston Society of Civil Engineers. Contributions to soil mechanics 1941-1953. Boston 1953, pp. 45–65. Harvard soil mechanics series, 16.

1942

(155) Discussion on: Progress report of the Committee on the Bearing Value of Pile Foundation. Pile-driving formulas. American Society of Civil Engineers. Proceedings, Vol. 68, pp. 311–323. Harvard soil mechanics series, 17. 

(156) Discussion on: A. W. Skempton. An investigation of the bearing capacity of a soft clay soil. Institution of Civil Engineers. Journal, Vol. 18, pp. 572–574. 

(157) Liner-plate tunnels on the Chicago (Ill.) subway. American Society of Civil Engineers. Proceedings, Vol. 68, No. 6, pp. 862–899. American Society of Civil Engineers. Transactions, Vol. 108, 1943, pp. 970– 1007, 1090-1097. Harvard soil mechanics series, 20.

(158) Shield tunnels of the Chicago subway. Boston Society of Civil Engineers. Journal, Vol. 29, pp. 163–210. Harvard soil mechanics series, 19. Boston Society of Civil Engineers. Contributions to soil mechanics 1941-1953. Boston 1953, pp. 67–121. (Clemens Herschel Prize)

(159) Soil moisture and capillary phenomena in soils. In National Research Council, Washington, D. C. Physics of the earth series. Volume on hydrology. New York, McGraw-Hill, pp. 331–363.

1943

(160) Correspondence on: L. F. Cooling and H. Q. Golder, The analysis of the failure of an earthdam during construction. Institution of Civil Engineers . Journal, Vol. 20, pp. 298–300.

(161) Correspondence on: G. L, Groves, Tunnel lining. Institution of Civil Engineers. Journal, Vol. 20, pp. 359–361.

(162) Discussion on: A. Casagrande and R. E. Fadum, Application of soil mechanics in designing building foundations. American Society of Civil Engineers. Proceedings, Vol. 69, pp. 932–941. American Society of Civil Engineers. Transactions, Vol. 109, 1944, pp. 427–435. 

(163) Discussion on: K. E. Fields and W. L. Wells, Pendleton Levee failure. American Society of Civil Engineers. Proceedings, Vol. 69, pp. 949–954. American Society of Civil Engineers. Transactions, Vol. 109, 1944, pp. 1416–1421.

(164) Discussion on: P. C. Rutledge, Relation of undisturbed sampling to laboratory testing. American Society of Civil Engineers. Proceedings, Vol. 69, pp. 985–990. American Society of Civil Engineers. Transactions, Vol. 109, 1944, pp. 1196– 1201.

(165) Estabilidad y falla de presas de tierre cimentados sobre sapas de arcilla. Irrigacion en Mexico, Vol. 24, No. 4, pp. 175–181.

(166) Measurement of pore-water pressure in silt and clay. Civil Engineering, Vol. 13, No. 1, pp. 33–36.

(167) Measurement of the porewater pressure in a consolidating clay stratum. Texas Conference on Soil Mechanics and Foundation Engineering, 6. Austin. Proceedings. 41 pp.

(168) Recording results of field tests on soils. Civil Engineering, Vol. 13, pp. 585–587.

(169) Stability of fills above horizontal clay strata. Texas Conference on Soil Mechanics and Foundation Engineering, 6. Austin. Proceedings. 16 pp.

(170) Theoretical soil mechanics. New York, Wiley. 510 pp.
1944

(171) Discussion on: M. T. Huntting, Geology in highway engineering. American Society of Civil Engineers. Proceedings, Vol. 70, pp. 1122–1126. American Society of Civil Engineers. Transactions, Vol. 110, 1945, pp. 324–328.

(172) Ends and means in soil mechanics. Engineering Journal, Vol. 27, No. 12, pp. 608–615. Harvard soil mechanics series, 24.

(173) Stability and stiffness of cellular cofferdams. American Society of Civil Engineers. Proceedings, Vol. 70, pp. 1015–1050, Vol. 71, 1945, pp. 980–995. American Society of Civil Engineers. Transactions, Vol. 110, 1945, pp. 1083– 1202. Harvard soil mechanics series, 26. (Norman Medal)

1945

(174) Discussion on: A. W. Skempton, A slip in the west bank of the Eau Brink Cut. Institution of Civil Engineers Journal, Vol. 24, pp. 540–541.

(175) Drainage of clay strata by filter wells. Civil Engineering, Vol. 15, No. 10, pp. 463–464.

(177) Professor Peck receives award. Illinois Technograph, February, pp. 20, 28.

(178) Shipways with cellular walls on a marl foundation. By M. M. Fitz Hugh, J. S. Miller and K. Terzaghi. American Society of Civil Engineers. Proceedings, Vol. 71, pp. 1327–1353. American Society of Civil Engineers. Transactions, Vol. 112, 1947, pp. 298–324. Harvard Soil mechanics series, 32.

(179) Stress conditions for the failure of saturated concrete and rock. American Society for Testing Materials. Proceedings, Vol. 45, pp. 777–801. Harvard soil mechanics series, 27.

1946

(180) Discussion on: R. Glossop and A. W. Skempton, Particle size in silts and sands. Institution of Civil Engineers. Journal, Vol. 26, pp. 572–574.

(181) Discussion on: G. Wilson, Some applications of soil test results to the design of simple foundations. Surveyor, Vol. 105, No. 2854, pp. 767–768.

(182) Rock defects and loads on tunnel supports. In R. V. Proctor and T.L. White. Rock Tunnelling with Steel Supports. Youngstown, Ohio, Commercial Shearing and Stamping Co., Section 1, pp. 17–99. Harvard soil mechanics series, 25. Discussion on: S.E. Hollingworth, J.H. Taylor, G.A. Kellaway, Large scale superficial structures in the Northampton ironstone field. The Quarterly Journal of the Geological Society of London. Vol. 52, pp. 203–209.

1947

(183) Recent trends in subsoil exploration. Texas Conference on Soil Mechanics and Foundation Engineering, 7. Austin. Proceedings. 15 pp.

(184) Shear characteristics of quicksand and soft clay. Texas Conference on Soil Mechanics and Foundation Engineering, 7. Austin. Proceedings. 10 pp.

1948

(185) Address at the opening session, Tuesday, June 22, 1948 in the City Theater, Rotterdam; opening address. International Conference on Soil Mechanics and Foundation Engineering, 2. Rotterdam. Proceedings, Vol. 6, pp. 11–14.

(186) Addresses at the official closing of the Conference; address at the farewell dinner. International Conference on Soil Mechanics and Foundation Engineering, 2. Rotterdam. Proceedings, Vol. 6, p. 19.

(187) Addresses at the official closing of the Conference; closing address. International Conference on Soil Mechanics and Foundation Engineering, 2. Rotterdam. Proceedings, Vol. 6, p. 17.

(188) Closing discussion on: Earth pressure, stability and displacements of retaining constructions: International Conference on Soil Mechanics and Foundation Engineering, 2. Rotterdam. Proceedings, Vol. 6, p. 111.

(189) Closing discussion on: Foundation pressure and settlements of buildings on footings and rafts. International Conference on Soil Mechanics and Foundation Engineering, 2. Rotterdam. Proceedings, Vol. 6, p. 118.

(190) Closing discussion on: Problems in road and runway construction. International Conference on Soil Mechanics and Foundation Engineering, 2. Rotterdam. Proceedings, Vol. 6, p. 141.

(191) Closing discussion on: Theories, hypotheses, considerations of general character. International Conference on Soil Mechanics and Foundation Engineering, 2. Rotterdam. Proceedings, Vol. 6, pp. 74–75.

(192) The most recent precautions to avoid the formation of pipings. International Congress on Large Dams, 3. Stockholm. Transactions, Vol. 2, question 10, general report, pp. 757–764; French text, pp. 765–772.

(194) Soil mechanics in engineering practice. By Karl Terzaghi and R. B. Peck. New York, Wiley. 566 pp.

(195) Suggestions for international collaboration, exchange of informations. International Conference on Soil Mechanics and Foundation Engineering, 2. Rotterdam. Proceedings, Vol. 6, p. 167. 

1949

(196) Soil moisture. In Hydrology. Edited by O. E. Meinzer. New York, Dover, pp. 331–363.

1950

(197) Geologic aspects of soft-ground tunneling. In Applied Sedimentation. Edited by Parker D. Trask. New York, Wiley, pp. 193–209.

(198) Mechanism of landslides. Geological Society of America. Engineering geology. Berkley. Vol., November, pp. 83–123. Harvard soil mechanics series, 36. Instituto de pesquisastecnologicas, Sao Paulo. Separate, 467, 1953. 30 pp.

1951

(200) Discussion on: W. R. Greathead, Soil as an engineering material at two major airports in South Africa. South African Institution of Civil Engineers. Transactions, Vol. 1, pp. 357–359.

(201) Discussion on: J. E. Jennings, Foundation for buildings in the Orange Free State gold fields. South African Institute of Engineers. Journal, Vol. 49, pp. 226–228.

(202) The influence of modern soil studies on the design and construction of foundations. Building Research Congress, London. Division 1, Part III, pp. 139–145. National Research Council, Canada. Associate Committee on Soil and Snow Mechanics. Technical memorandum, No. 25, 1952, pp. 139–145.

(205) "Preface" to C. Mallet and J. Pacquant, Les barrages en terre. Paris, Eyrolles, pp. 1–2.

(206) Soil studies and construction of foundations. Civil Engineering and Public Works Review, Vol. 46, No. 544, pp. 764–766.

1952

(208) Correspondence on: P. W. Rowe, Anchored sheet-pile walls. Institution of Civil Engineers. Proceedings, Vol. 1, Part 1, pp. 619–621. 

(209) Permafrost. Boston Society of Civil Engineers. Journal, Vol. 39, pp. 1–50. Harvard soil mechanics series 37. Boston Society of Civil Engineers. Contributions on soil mechanics 1941-1953. Boston 1953, pp. 319–368. (Fitzgerald Medal)

(210) Stresses in rock about cavities. By K. Terzaghi and F. E. Richart, Jr. Geotechnique, Vol. 3, No. 2, pp. 57–90. Harvard soil mechanics series, 41.

1953

(211) Anchored bulkheads. American Society of Civil Engineers. Proceedings, Vol. 79, Separate 262. 39 pp. American Society of Civil Engineers. Transactions, Vol. 119, 1954, pp. 1243– 1324. Harvard soil mechanics series, 49. (Norman Medal)

(212) Closing banquet at the Palace Hotel, Lausanne, 26th August 1953; closing speech. International Conference on Soil Mechanics and Foundation Engineering, 3. Zurich. Proceedings, Vol. 3, pp. 83–84.

(213) Closing session, Palais de Rumine, Lausanne, 26th August 1953; address by K. Terzaghi. International Conference on Soil Mechanics and Foundation Engineering, 3. Zurich. Proceedings, Vol. 3, p. 82.

(214) Discussion on: Earth pressure, retaining walls, tunnels and shafts in soils. International Conference on Soil Mechanics and Foundation Engineering, 3. Zurich. Proceedings, Vol. 3, pp. 205–206.

(215) Discussion on: Foundation of buildings and dams, bearing capacity, settlement observations, regional subsidences. International Conference on Soil Mechanics and Foundation Engineering, 3. Zurich. Proceedings, Vol. 3, pp. 158–159.

(216) Discussion on: Stability and deformations of slopes and earth dams, research on pore-pressure measurements, groundwater problems. International Conference on Soil Mechanics and Foundation Engineering, 3. Zurich. Proceedings, Vol. 3, pp. 217–218.

(217) Fifty years of subsoil exploration. International Conference on Soil Mechanics and Foundation Engineering, 3. Zurich. Proceedings, Vol. 3, pp. 227–237. Harvard soil mechanics series, 47.

(218) Lunch at the Villa d'Este, Cernobbio, Italy; address. International Conference on Soil Mechanics and Foundation Engineering, 3. Zurich. Proceedings, Vol. 3, p. 80.

(219) Official banquet in the Kongresshaus; Zurich, 21st August 1953; speech by K. Terzaghi. International Conference on Soil Mechanics and Foundation Engineering, 3. Zurich. Proceedings, Vol. 3, pp. 78–79.

(220) Opening session in the Kongresshaus, Zurich, 17th August 1953; address delivered by K. Terzagi. International Conference on Soil Mechanics and Foundation Engineering, 3. Zurich. Proceedings, Vol. 3, p. 76.

(221) Origin and functions of soil mechanics. American Society of Civil Engineers. Centennial Transactions, pp. 666–696. Harvard soil mechanics series, 44.

1954

(222) Discussion on: C. M. Duke, Field study of a sheet-pile bulkhead. American Society of Civil Engineers. Proceedings, Vol. 80, Separate 379, pp. 19–26.

1955

(225) Evaluation of coefficients of subgrade reaction. Geotechnique, Vol. 5, No. 4, pp. 297–326. Harvard soil mechanics series, 51.

(226) Influence of geological factors in the engineering properties of sediments. Economic Geology, Fiftieth Anniversary Volume, pp. 557–618. Harvard soil mechanics series, 50.

1956

(230) Discussion on: A. W. Skempton and D. H. MacDonald, Allowable settlements of buildings. Institution of Civil Engineers. Proceedings, Vol. 5, Part III, No. 3, pp. 775–777.

(231) Egypt’s Aswan High dam. Canadian Soil Mechanics Conference, 10. Ottawa. Proceedings. In National Research Council, Canada. Associate Committee on Soil and Snow Mechanics. Technical Memorandum, 46, pp. 47–51.

(232) Varieties of submarine slope failures. Texas Conference on Soil Mechanics and Foundation Engineering, 8. Austin. Proceedings. 41 pp. Harvard soil mechanics series, 52. Teknisk ukeblad, Vol. 104, Nos. 43, 44, 1957, pp. 955–963, 985-992. Norwegian Geotechnical Institute. Publication 25, Part 1.

1957

(233) Banquet at Grosvenor House, Park Lane, London, Wednesday, 21 August. International Conference on Soil Mechanics and Foundation Engineering, 4. London. Proceedings, Vol. 3, pp. 62–63.

(234) Closing session at the Institution of Civil Engineers, on Wednesday, 21 August 1957, at 10 A.M., with the President, Professor Karl Terzaghi, in the chair. International Conference on Soil Mechanics and Foundation Engineering, 4. London. Proceedings, Vol. 3, pp. 59–60.

(235) Discussion on: Earth dams, slopes and open excavations. International Conference on Soil Mechanics and Foundation Engineering, 4. London. Proceedings, Vol. 3, pp. 263–265.

(236) Discussion on: Earth pressure on structures and tunnels. International Conference on Soil Mechanics and Foundation Engineering, 4. London. Proceedings, Vol. 3, pp. 246–247.

(237) Discussion on: Foundations of structures. A: General subjects and foundations other than piled foundations. International Conference on Soil Mechanics and Foundation Engineering, 4. London. Proceedings, Vol. 3, pp. 154–155.

(238) Discussion on: Foundations of structures. Piling and piled foundations. International Conference on Soil Mechanics and Foundation Engineering, 4. London. Proceedings, Vol. 3, p. 199.

(239) Discussion on: Soil properties and their measurement. International Conference on Soil Mechanics and Foundation Engineering, 4. London. Proceedings, Vol. 3, p. 98.

(240) Discussion on: Techniques of field measurement and sampling. International Conference on Soil Mechanics and Foundation Engineering, 4. London. Proceedings, Vol. 3, pp. 135–136.

(242) Opening session at the Institution of Civil Engineers, Monday, 12 August, at 2.30 P.M.; address by K. Terzaghi. International Conference on Soil Mechanics and Foundation Engineering, 4. London. Proceedings, Vol. 3, pp. 55–58.

(243) Stabilization of an ore pile by drainage. By and R. B. Peck. American Society of Civil Engineers. Proceedings, Vol. 83, No. SM 1, paper 1144, 13 pp. Harvard soil mechanics series, 53.

1958

(246) Consultants, clients and contractors. Boston Society of Civil Engineers. Journal, Vol. 45, No. 1, pp. 1–15, No. 3, pp. 275–277. Harvard soil mechanics series, 54.

(247) Design and performance of the Sasumua dam. Institution of Civil Engineers. Proceedings, Vol. 9, April, pp. 369–394, Vol. 11, November, pp. 360–363. Harvard soil mechanics series, 55.

(248) Design and performance of Vermilion dam, California. By Karl Terzaghi and T. M. Leps. American Society of Civil Engineers. Proceedings, Vol. 84, No. SM 3, 30 pp. American Society of Civil Engineers. Transactions, Vol. 12'5, 1960. Harvard soil mechanics series, 58.

(250) Landforms and subsurface drainage in the Gacka region in Yugoslavia. Annals of Geomorphology, Vol. 2, No. 1/2, pp. 76–100. Harvard soil mechanics series, 56.

(251) Soil mechanics research in South Africa. South African Institution of Civil Engineers. Convention, Johannesburg, p. 3.

1959

(252) Erdstaudamme und Bodenmechanik. Deutsche Gesellschaft für Erd- und Grundbau e.V. Lectures at the foundation conference in Hamburg, June 12 and 13, 1958. pp. 49–67.

(253) Soil mechanics in action. Civil Engineering, Vol. 29, No. 2, pp. 69–70. 

1960

(254) Discussion on: I. C. Steele and J. B. Cooke, Rockfill dams: Salt Springs and Lower Bear River concrete face dams. American Society of Civil Engineers. Proceedings, Vol. 86, No. Pol, pp. 65–74.

(255) Discussion on: J. B. Cooke, Rockfill dams: Wishon and Courtright concrete face dams. American Society of Civil Engineers. Proceedings, Vol. 86, No. Pol, pp. 89–92.

(256) Storage dam founded on landslide debris. Boston Society of Civil Engineers. Journal, Vol. 47, pp. 64–94. Harvard soil mechanics series, 59.

(261) To the participants of the Research Conference on Shear Strength of Cohesive Soils at the University of Colorado, June 1960. American Society of Civil Engineers. Res. Conf. Shear Strength of Cohesive Soils, pp. 1117–1119.

1961

(262) Discussion on: Leonoff, C.E. and C.F. Ripley. Case history of a pre-loaded foundation. Proceedings Canadian Soil Mech. Conf., 15, pp. 211–212. National Research Council of Canada. Associate Committee on Soil and Snow Mechanics. Technical Memo, 73:186-199.

(263) Discussion on: Skempton, A.W. Horizontal stresses in an over-consolidated Eocene clay. Proc. 5th Int. Conf. Soil Mech., Paris, 3:144-155.

(264) Engineering geology on the job and in the classroom. J. Boston Soc. Civ. Engrs. 48:2:97-109.

(265) Past and future of applied soil mechanics. J. Boston Soc. Civ. Engrs. 48: 2: 110- 139.

1962

(266) Bedeutung und Ziele der Bodermechanik. VDI (Verein deutscher Ingenieure). Zeitschrift, 104: 30: 1535-1537.

(267) Correspondence on: Casagrande, A. Control of Seepage through foundations and abutments of dams. Geotechnique, 12: 1: 67-71.

(268) Dam foundation on sheeted granite. Geotechnique 12:3: 199-208. (Harvard soil mechanics series, 68).

(269) Discussion on: Ackerman, Adolph J. Atomic power: A failure in engineering responsibility. Proc. Amer. Soc. Civil Engrs, 88: 1: 41. Trans. Amer. Soc. Civil Engrs, 1963, 128: 5: 56-57.

(272) Discussion on: Mathews, W.H. and F.P. Shepard. Sedimentation of Fraser River delta, British Columbia. Amer. Assoc. of Petroleum Geologists, 46:8:1438- 1443.

(273) Does foundation technology really lag? Engineering News-Record, 168:7:58-59.

(274) Measurement of stresses in rock. Geotechnique, 12:2: 105-124. (Harvard soil mechanics series, 67.)

(275) Stability of steep slopes on hard unweathered rock. Geotechnique,12:4:251-270. (Harvard soil mechanics series, 68).

1963

(277) Foreword, Canadian Geological Journal, 1:1:1.

(278) Karl Terzaghi's last writings on soils. Engineering News-Record. 171:21:39-40.

1964

(279) About life and living. Geotechnique. 14;1:51-56.

(280) Mission dam: an earthen rockfill dam on a highly compressible foundation. Geotechnique. 14:1: 13-50.

## Eftermæle
Terzaghigasse i Donaustadt i Wien blev i 1966 opkaldt efter Terzaghi.
Dæmningen Mission Dam i British Columbia i Canada blev i 1965 omdøbt til Karl Terzaghi Dam.
Den amerikanske ingeniørforening ASCE indstiftede i 1960 prisen Karl Terzaghi Award Arkiveret 23. september 2015 hos  Wayback Machine, som uddeles hvert andet år til en person som har bidraget på enestående vis inden for jordmekanik, geoteknik eller anlægsarbejder.
I 1963 udpegedes Ralph Peck til at holde den første Karl Terzaghi Lecture Arkiveret 23. september 2015 hos  Wayback Machine forelæsning, som er blevet holdt hvert år siden.
På Norges Geotekniske Institutt (NGI) i Oslo indrettedes i 1967 på initiativ af Laurits Bjerrum et bibliotek (Webside ikke længere tilgængelig), hvor størstedelen af Terzaghis litterære produktion er tilgængelig.